# Bosques Solares de los Llanos
Bosques Solares de los Llanos es un Parque solar en el municipio de Puerto Gaitán en Colombia. Esta planta tiene una capacidad instalada de 125 MW, repartidas en cinco plantas.

## Historia
En 2019 Trina Solar empezó el proyecto de construcción. La central solar tiene 5 plantas, la primera fue inaugurada en septiembre de 2020, la segunda fue inaugurada en febrero de 2021. la tercera fue inaugurada en noviembre de 2021 y finalmente la cuanta y quinta fueron inauguradas en julio de 2022.

### Proyecto de ampliación
En 2024, Solargreen ha anunciado que Bosques Solares de los Llanos 6, de 79,6 MW, a ubicarse en el municipio de Villavicencio, ha obtenido todos los permisos y autorizaciones.